# Vicky Guzmán
Vicky Guzmán (nacida el 22 de octubre de 1944) es una médica salvadoreña y humanitaria de Santa Ana, El Salvador. 
Tras graduarse de la Universidad Michoacana de San Nicolás de Hidalgo, en México, la Dra. Guzmán regresó a su El Salvador natal para prestar servicios de salud y formación en zonas rurales desatendidas. En particular, se centró en el saneamiento básico, la prevención de enfermedades y la formación de promotores de salud comunitarios. En agosto de 1986, la Dra. Guzmán fundó legalmente la organización sin ánimo de lucro ASAPROSAR (Asociación Salvadoreña Pro-Salud Rural), dónde funge como directora ejecutiva.
La Doctora Guzmán ha sido reconocida en El Salvador y en Estados Unidos por su labor humanitaria, incluyendo un doctorado honorario en Derecho del College of the Holy Cross y el Premio Salem de Derechos Humanos y Justicia Social. En el 1990, la doctora Guzmán sirvió como Directora para Hábitat para la humanidad Internacional en El Salvador, además de formar parte del Consejo de administración para Resultados.